# Крокодилът Гена (филм)
„Крокодилът Гена“ е съветски куклен анимационен филм, режисиран от Роман Качанов по книгата на Едуард Успенски „Крокодилът Гена и неговите приятели“ и издаден от филмовото студио „Союзмультфильм“ на 15 декември 1969 г. В този филм за първи път се появяват добре познати анимационни герои – Крокодилът Гена, Чебурашка и старицата Шапокляк.

## Сюжет
Крокодилът Гена работи в зоологическата градина като крокодил, според книгата той има партньор - крокодилът Валера, който замества Гена през ваканциите. Всяка вечер той се прибира в самотния си апартамент. Накрая му омръзва да играе шах сам със себе си и решава да си потърси приятел. Животни и хора отговарят на обявите му за приятелство, разлепени из града. Първо идва момичето Галя с бездомното кученце Тобик, а след нея неизвестният за науката звяр Чебурашка, открит в кутия с портокали. Гена и новите му приятели решават да построят „Къща на приятелите“. Въпреки това, недружелюбнат старица Шапокляк, известна в целия град с хулиганските си лудории, иска да изиграе зъл номер на приятелска компания. По-късно обаче тя се разкайва и заявява това на всички писмено, връчвайки на Чебурашка бележка „Няма да го правя повече. Шапокляк“. Междувременно „Къщата на приятелите“ е завършена и всички, които участват в изграждането ѝ, стават приятели. „Къщата“ е превърната в детска градина, в която Чебурашка започва да работи като играчка.

## Снимачен екип

### Създатели
- Сценаристи: Едуард Успенски, Роман Качанов
- Режисьор: Роман Качанов
- Художник-постановчик: Леонид Шварцман
- Оператор: Йосиф Голомб
- Композитор: Михаил Жив
- Звуков инженер: Георгий Мартинюк
- Художници на анимацията: Кирил Малянтович, Мая Бузинова, Павел Петров, Мария Портная
- Художник: Александър Горбачов
- Монтаж: Лидия Кякщ
- Редактор: Наталия Абрамова
- Кукли и декорации: Олег Масаинов, Генадий Лютински, Лилианна Лютинская, Светлана Знаменская, Семьон Етлис, Вера Калашникова, Марина Чеснокова, Екатерина Дарикович, Павел Лесин, Валентин Ладигин
- под ръководството на: Роман Гуров
- Режисьор на картината: Нейтън Битман

Екипът на филма е показан в надписите.

### В ролите
- Василий Ливанов – Крокодилът Гена
- Клара Румянова – Чебурашка / коте
- Владимир Раутбарт – Шапокляк
- Владимир Кенигсън – продавач на портокали / управител на магазин / разказвач / лъв Чандр / минувач
- Тамара Дмитриева – момиче Галя / кученце Тобик / жираф (в книгата - Анюта)[1].

## В България
В България филмът е издаден на DVD през 2007 г. от А Дизайн с български дублаж. Ролите се озвучават от Живка Донева, Живко Джуранов и Станислав Пищалов.